# 鍾書閣

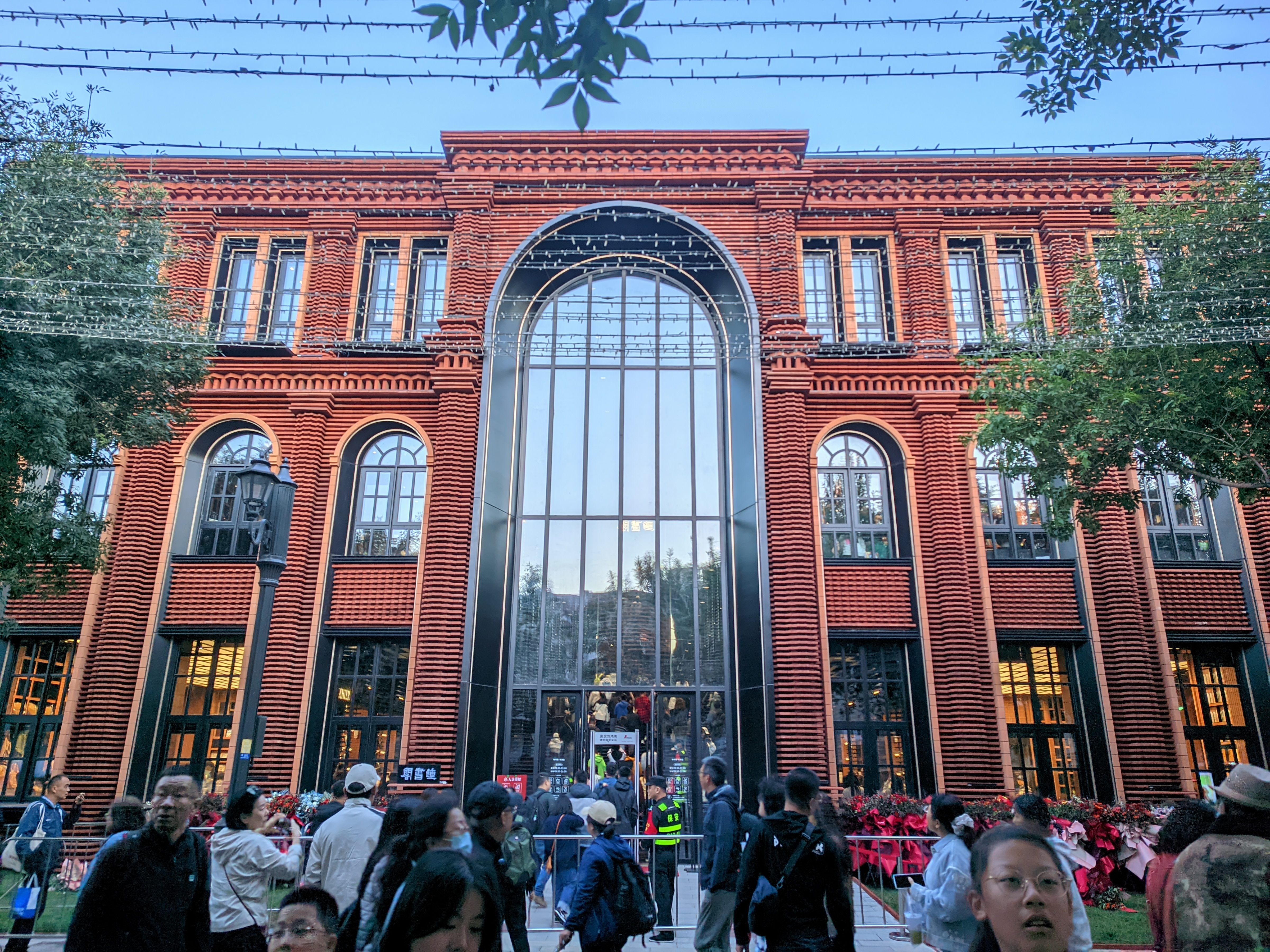
位于天津意式风情区的钟书阁

鍾書閣是中華人民共和國一家書店連鎖，由上海鍾書實業有限公司於2013年4月率先在上海市松江區泰晤士小鎮創辦，之後在閔行區開出第二家分店。2021年11月20日，钟书阁在佛山開設分店。它是钟书阁在中国的第33间门店，也是广东省最大的一间分店。

## 書店分佈
在中國各大城市如上海，杭州，揚州，深圳，天津，重慶與北京等城市都開設有分店。

## 評價
被美國Wired雜誌評比為全球最美書店前十名。